# Cavour (Itálie)
Cavour je italská obec v provincii Torino v oblasti Piemont.
K 31. prosinci 2021 zde žilo 5.350 obyvatel.

## Sousední obce
Bagnolo Piemonte, Barge (CN), Bibiana, Bricherasio, Campiglione-Fenile, Garzigliana, Macello, Vigone, Villafranca Piemonte